# Přemysl Vanke
Přemysl Vanke (* 30. května 1923 Kateřinky) je český malíř, grafik a ilustrátor.

## Životopis
Narodil se do rodiny umělecky založeného odborného učitele měšťanských škol a propagátora skautingu v Opavě Václava Jana Vankeho (1890 Nová Ves u Mladé Vožice–1947 Planá nad Lužnicí) a Marie Dominiky, roz. Tiché (1897 Kateřinky–1942 Praha) v Kateřinkách, dětství prožil v Opavě, kde byl také členem a později vedoucím tamního 2. skautského oddílu.
Po absolvování obecné školy studoval v letech 1934-1938 České reálné gymnasium v Opavě, maturitu složil po záboru pohraničí v Táboře. V roce 1939 absolvoval jako skautský vedoucí Českou Lesní školu na Sázavě, vedenou zemským náčelníkem Junáka MUDr. Josefem "Akelou" Cyvínem (+ 1966). Myšlenkám skautingu zůstal věrný po celý život, po obnovení Junáka v roce 1989 se podílel na rozvoji estetické výchovy mládeže v jeho kulturní skupině. Od mládí se zabýval sportem, hrou na klavír, kresbou a malbou. V roce 1940 byl zapsán na Umělecko-průmyslovou školu v Praze (od roku 1946 Vysoká škola uměleckoprůmyslová v Praze). Studoval v ateliérech profesorů Františka Kysely a Josefa Nováka.
V roce 1959 se oženil s Alenou, roz. Šáchovou z Petrovic u Sedlčan, svatebním svědkem byl jeho spolužák Jiří John. Syn PhDr. Ondřej Vanke, LL.M, MBA, který se narodil v roce 1961 v Praze, zůstal věrný rodinné skautské tradici.
Přemysl Vanke se v Praze hojně stýkal s názorově blízkým, o generaci starším Prof. Josefem Charvátem, s nímž se znal již z předválečného skautingu a který byl jeho sousedem z Ostrovní ulice. V 70. letech rodina zakoupila letní chatu v Bělčicích u Blatné, okolní kraj se stal umělcovou vděčnou inspirací pro krajinářskou tvorbu a podnětem k celoživotnímu přátelství s básníkem a spisovatelem Ladislavem Stehlíkem. Umělecky i lidsky měl blízko ke svým spolužákům a spolupracovníkům, s nimiž ho pojilo celoživotní přátelství, zejména k Antonínu Lábrovi (1917–2015), Vladimíru Drápalovi (1921–2015), Františku Adámkovi (1923–2001) a Oldřichu Vašicovi (1922–1993). Po roce 1990 spolupracoval na keramických projektech s ruským filosofem, básníkem, malířem a keramikem Sergejem Souminem (1954-24.8.2018), žijícím a tvořícím v Otvovicích na Kladensku.
V roce 2023 oslavil v domově seniorů v Chodově životní jubileum 100 let.

## Tvorba
Po absolvování školy se rozhodl věnovat a rozvíjet tradici českého sklářství, které bylo po druhé světové válce v troskách, většina firem patřila dříve německým majitelům, kteří byli vysídleni. Získal studijní stipendium a nastoupil do hutě a brusírny olovnatého skla Antonína Zogaly ml.(* 1915) v Sobotce, vyvážející produkty špičkové kvality do celého světa (Hongkong, Austrálie, Japonsko). Po osvojení sklářských technik navrhoval a realizoval nové vzory na výrobky. Spoluautorsky se též podílel na vytvoření celé sady užitkového a dekorativního skla pro britskou královnu Alžbětu Bowes-Lyon, matku královny Alžběty II.
Později nastoupil do dnes již neexistujících sklářských hutí foukaného skla v Horní Chřibské, zmiňovaných již v roce 1414, a „Ateliéru J. & L. Lobmeyra synovec Stefan Rath“ v Kamenickém Šenově, kde měl možnost učit se od legendárního sklářského designéra a rytce Stefana Ratha (1876 Vídeň–1960 Vídeň)[nedostupný zdroj] z firmy J. & L. Lobmeyr ve Vídni, který po válce jako nepostradatelný pro sklářský průmysl nebyl odsunut. Po návratu do Prahy spolupracoval s návrhářským oddělením Skloexportu a v podniku Mozaika Praha se podílel na mozaikách (opravy Zlaté brány Svatovítské katedrály, památník na Vítkově, apod.). Protože se chtěl vyhnout angažované tvorbě, specializoval se později na knižní ilustrace a grafiku, a nikdy podstatně nevystavoval svá díla. Plátna a pastely většinou rozdal přátelům a známým, případně prodával v zahraničí.
Celý život zasvětil experimentům s různými materiály a výtvarnými technikami – sklářstvím, mozaikou, tkalcovstvím, kamenosochařstvím, keramikou, ale nejvíce se věnoval grafice, krajinomalbě a zejména ilustracím knih. Specializoval se na knižní ilustrace, věnované přírodě a myslivectví, a zejména na precizní botanické ilustrace rostlin. Nejvýznamnějším odborným dílem je obsáhlá vysokoškolská učebnice Systém a evoluce vyšších rostlin a nejpopulárnějším naučná bohatě ilustrovaná kniha Plody planých a parkových rostlin.

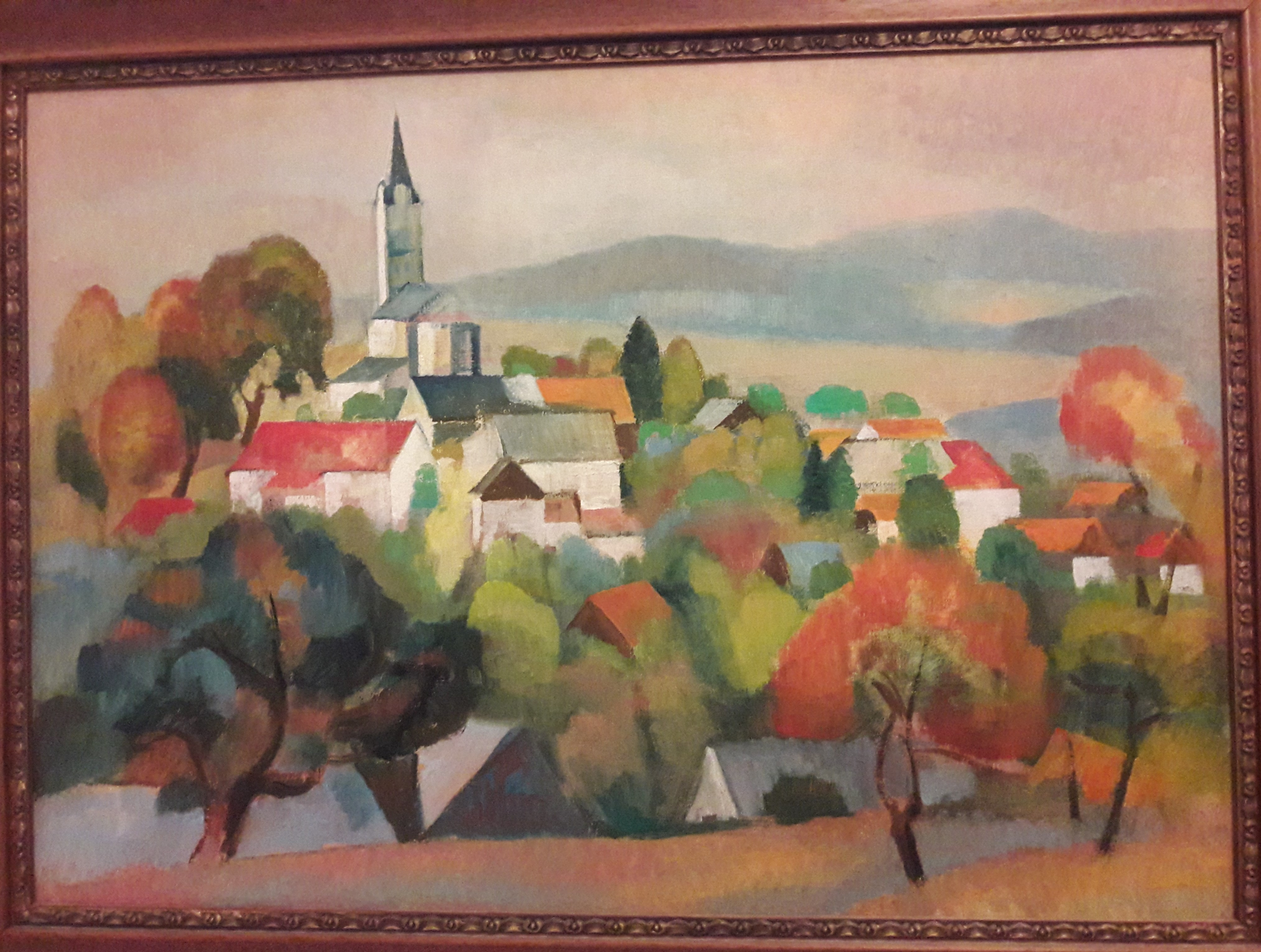
Bělčice

## Výstavy a ceny
- 1945 – Výstava studentů výtvarníků, Uměleckoprůmyslové museum Praha
- 1967 – 1. pražský salon, Bruselský pavilon, Praha
- 1981 – Nejkrásnější knihy roku 1980, Památník národního písemnictví, Praha při příležitosti ocenění učebnice Přírodopis pro 5. ročník základní školy

## Ilustrace v knihách
- 1956 – Čmolík-Tibor-Unruh: (Připravujeme se k získání odznaku) Mladý turista ČSR. Praha: Státní tělovýchovné nakladatelství, 160 stran
- 1956 – Čmolík-Tibor-Unruh: Pripravujeme sa získať odznak Mladý turista ČSR. Bratislava: Smena, 136 stran
- 1957 – Unruh, Rudolf: Cesty nejkrásnější (táboření a pozorování přírody). Praha : Mladá fronta, kód OCLC 85459386, 150 stran
- 1959 – Dvořák, Rudolf: Sportovní hry pražské mládeže 1959-1960. Praha, STN, OCLC 85463266, 61 stran
- 1964 – Kos, Bohumil: Účelová gymnastika sportovce. Praha: STN, kód OCLC 42168647, náklad 4 000 výtisků, 231 stran (obálka)
- 1966 – Mišurcová, Věra: Základy tělesné výchovy dětí do šesti let. Praha: Státní pedagogické nakladatelství, kód OCLC 42172037, náklad 5 000 výtisků, 158 stran
- 1966 – Pávek, František: Metodika tělesné výchovy jedenáctileté až patnáctileté mládeže. Praha: Státní pedagogické nakladatelství, 218 stran (celkem 3 vydání)
- 1967 – Sekera, Jiří: Oceňování a úprava loveckých trofejí. Praha, Státní zemědělské nakladatelství, náklad 15 000 výtisků, 186 s.
- 1967 – Kavalec, Jiří: Rybářské nářadí a sítě. Praha: Státní zemědělské nakladatelství, kód OCLC 42166092, náklad 1 000 výtisků, 26 stran (obálka)
- 1968 – Loubal, František: Sto let veterinární služby hlavního města Prahy. Praha, Státní zemědělské nakladatelství, kód OCLC 4212594, náklad 1 000 výtisků, 87 stran (obálka)
- 1969 – Soukup, M: Máte doma kočku? Praha: Státní zemědělské nakladatelství, 07-040-69-04/48, náklad 60 000 výtisků, 48 stran
- 1969 – Dvořák, Ladislav: Chováme králíky. Praha: Státní zemědělské nakladatelství, náklad 50 000 výtisků, 48 stran
- 1969 – Müller, Zdeněk: Aminokyseliny ve výživě zvířat. Praha: Státní zemědělské nakladatelství, kód OCLC 42102101, náklad 3 000 výtisků, 371 stran (obálka)
- 1970 – Mottl, Stanislav: Myslivecká příručka. Praha: Státní zemědělské nakladatelství, 07-033-70, náklad 50 000 výtisků, 301 stran
- 1970 – Nováková-Burda-Špička: Základy zemědělského pokusnictví pro gymnasia, Praha: Státní pedagogické nakladatelství, kód OCLC 85356254, náklad 10 000 výtisků, 419 stran
- 1970 – Černík, Václav: Řez ovocných stromů, Praha: Státní zemědělské nakladatelství, náklad 80 000 výtisků, 48 stran
- 1970 – Večeřa, Ludvík: Ovocné stěny a jejich pěstování. Praha: Státní zemědělské nakladatelství, kód OCLC 42126345, náklad 50 000 výtisků, 235 stran
- 1970 – Lánská, Dagmar: Magazín zajímavostí naší zahrádky. Praha: Státní pedagogické nakladatelství, kód OCLC 42126292, náklad 40 000 výtisků, 158 stran
- 1971 – Mikula, Alois: Za zvěří rovin a hor. Praha: Státní zemědělské nakladatelství, 07-006-70, náklad 30 000 výtisků, 337 stran
- 1972 – Čelůstka, Josef: Až zazní volání. Praha: Státní zemědělské nakladatelství, 07-039-72, náklad 25 000 výtisků, 210 stran
- 1972 – Volf, Jiří: Po stopách koní - populárně naučná četba pro žactvo základních a středních všeobecně vzdělávacích škol doplňující učivo učebnic ze zoologie a paleontologie Praha: Státní pedagogické nakladatelstvím 14-276-72, 266 stran
- 1972 – Vaněk, Vlastimil: Bydlíme na zahradě - aneb - Povídání o novodobé obytné zahradě. Praha: Merkur, náklad 7 700 výtisků, 343 stran
- 1972 – Kozlík, Jaroslav-Balatka, Oskar: Tělesná výchova. 2. ročník ZDŠ. Praha: Státní pedagogické nakladatelství, 111 stran
- 1972 – Červenka, Karel: Ovocnictví : učebnice pro vysoké školy zemědělské. Praha: Státní zemědělské nakladatelství, kód OCLC 27875729, 4 000 výtisků, 385 stran
- 1972 – Procházka, Jaroslav: Mechanizační prostředky 2 díl. Praha: Státní zemědělské nakladatelství, kód OCLC 42176877, náklad 8 000 výtisků, 154 stran
- 1973 – Vach-Kovařík: Myslivecké zvyky a tradice. Praha: Státní zemědělské nakladatelství, 07-002-73, náklad 39 500 výtisků, 150 stran
- 1973 – Kozlík, Jaroslav-Balatka, Oskar: Tělesná výchova. 3. ročník ZDŠ. Praha: Státní pedagogické nakladatelství, 130 stran
- 1973 – Javůrek, Jaromír: Lovecké praktikum. Praha: Státní zemědělské nakladatelství, 07-040-73, náklad 25 000 výtisků, 182 stran
- 1973 – Javůrek, Jaromír: Halali. Praha: Státní zemědělské nakladatelství, 07-050-73, náklad 40 000 výtisků, 330 stran
- 1973 – Heráň, Ivan: Pohledy do světa zvířat (pro chovatele). Praha? Státní zemědělské nakladatelství, kód OCLC 42164378, náklad 3 000 výtisků, 81 stran
- 1974 – Mečíř-Mišurcová.: Základy tělesné výchovy dětí do šesti let. Praha: Státní pedagogické nakladatelství, náklad 5 000 výtisků, 195 stran
- 1974 – Kozlík, Jaroslav-Balatka, Oskar: Tělesná výchova. 1. ročník ZDŠ. Praha: Státní pedagogické nakladatelství, 126 stran
- 1974 – Škaloud, Jaroslav: Rostlinná výroba - učebnice pro střední zemědělské školy oboru pěstitelství-chovatelství. Praha : Státní zemědělské nakladatelství kód OCLC 42099213, náklad 15 000 výtisků, 355 stran
- 1974 – Kozlík, Jaroslav-Balatka, Oskar: Tělesná výchova. 4. ročník ZDŠ. Praha: Státní pedagogické nakladatelství, kód OCLC 85361539, náklad 9 000 výtisků, 189 stran
- 1974 – Hromas–Lochman–Macour: Lovecké trofeje českých zemí. Praha: Státní zemědělské nakladatelství, 0707974, 274 stran
- 1975 – Suchý, Jaroslav: Jak se mění člověk. Praha: Státní pedagogické nakladatelství, ISBN 978-80-7330-308-2, náklad 2 700 stran, 132 stran
- 1975 – Škaloud, Jaroslav: Nővénytermelés. 1. Általános rész, Bratislava: Príroda, 500 stran
- 1976 – Sosnovskij, G.G: Medvědí stopou: vzpomínky starého myslivce. Praha: Státní zemědělské nakladatelství, 07-034-76, náklad 20 000 výtisků, 126 stran
- 1977 – Janda-Malá-Pelech: Biologie dítěte a hygiena pro střední pedagogické školy prozatímní vydání pro 1. ročník, 1. díl. Praha: Státní pedagogické nakladatelství, kód OCLC 42171762, náklad 8 000 výtisků, 193 stran
- 1978 – Kryštín-Burda: Poľnohospodárska výroba. Bratislava : Príroda, 325 stran
- 1978 – Čelůstka, Josef: Wenn das Rufen der Hirsche erklingt Jagerzählungen. Praha: Artia Verlag, ISBN 3225145874, 199 stran
- 1979 – Mikula, Alois: Plody planých a parkových rostlin. Praha: Státní pedagogické nakladatelství, ISBN 80-04-23826-2, náklad 20 000 výtisků, 288 stran
- 1979 – Javůrek, Jaromír: Lovački praktikum. Beograd : Nolit, náklad 5 000 výtisků, 184 stran
- 1979 – Hendrych, Radovan: Systém a evoluce vyšších rostlin. Praha: Státní pedagogické nakladatelství, náklad 4 000 výtisků, 517 stran
- 1979 – Kryštín-Burda: Zemědělská výroba : Učebnice pro II. a III. ročník střední zemědělské technické školy, studijní obor mechanizace zemědělské výroby. Praha: Státní zemědělské nakladatelství, kód OCLC 42156831, náklad 3 000 výtisků, 323 stran
- 1979 – Klíma, Jan: Lesař - dřevorubec. Praha: Státní zemědělské nakladatelství, kód OCLC 40091173, náklad 4 000 výtisků, 290 stran
- 1980 – Střihavková, Helena–Síbrt, František: Přírodopis pro 5. ročník základní školy. Praha: Státní pedagogické nakladatelství, ISBN 8004253989, 172 stran, celkem 6 vydání
- 1980 – Janda-Malá-Pelech: Biologie dítěte a hygiena pro střední pedagogické školy (1. ročník, 1. díl). Praha: Státní pedagogické nakladatelství, kód OCLC 42161691, náklad 6 000 výtisků, 190 stran
- 1980 – Foukal-Navrátilová: Chráněné stromy v okrese Přerov : Hranicko. Praha: Státní zemědělské nakladatelství, kód OCLC 8476495, 1 000 výtisků, 190 stran (obálka)
- 1980 – Metodická příručka k učebnici Přírodopis pro 5. ročník základní školy. Praha: Státní pedagogické nakladatelství,
- 1980 – Böhm, Čestmír: Skalničky našich zahrad. Praha: Státní zemědělské nakladatelství, 07-094-80, náklad 80 000 výtisků, 328 stran
- 1980 – Růžičková-Michálek-Kičina: Sadovnictví. Praha: Státní zemědělské nakladatelství, kód OCLC 40087076, náklad 4 000 výtisků, 266 stran
- 1981– Růžičková-Michálek-Kičina: Sadovníctvo. Bratislava: Príroda, 284 stran
- 1981 – Kyncl, František: Řez ovocných dřevin, Praha: Státní zemědělské nakladatelství, 07-107-80, náklad 100 000 výtisků, 176 stran
- 1981 – Foukal. Ladislav: Chráněné stromy v okrese Přerov : Lipnicko-Dřevohosticko. Praha: Státní zemědělské nakladatelství, kód OCLC 40084084, 1 000 výtisků, 155 stran (obálka)
- 1981 – Nováková-Burda: Zemědělská technologie pro 3. ročník gymnázií. Praha: Státní zemědělské nakladatelství, kód OCLC 40088571, náklad 4 000 výtisků, 219 stran
- 1981 – Čížek, Vladimír: Rukověť agronoma, Praha: Státní zemědělské nakladatelství, 8 000 výtisků, 640 stran
- 1982 – Střihavková, Helena–Síbrt, František: Prírodopis 5 pre 5. ročník základnej školy. Bratislava: Slovenské pedagogické nakladateľstvo
- 1982 – Myslivecký kalendář 1983. Praha: Státní zemědělské nakladatelství, 192 stran
- 1982 – Nováková-Burda: Zemědělská technologie pro 4. ročník gymnázií : experimentální učební text. Praha: Státní zemědělské nakladatelství, kód OCLC 42167065, náklad 4 000 výtisků, 224 stran
- 1983 – Švenda, Alois: Technologie a příprava výroby dříví v lesním hospodářství ČSR. Praha: Státní zemědělské nakladatelství, 278 stran
- 1983 – Foukal, Ladislav: Chráněné stromy v okrese Přerov : Přerovsko. Praha: Státní zemědělské nakladatelství, kód OCLC 39586746, 1 000 výtisků, 195 stran (obálka)
- 1983 – Nováková, Hana-Burda, František: Zemědělská technologie pro 3. ročník gymnázií. Praha: Státní pedagogické nakladatelství
- 1983 - Zemědělský kalendář 1984. Praha: Státní zemědělské nakladatelství
- 1984 – Nováková, Hana-Burda, František: Zemědělská technologie pro 4. ročník gymnázií. Praha: Státní zemědělské nakladatelství
- 1984 – Burda, Rozman a kol.: Živočíšna výroba pre stredné odborné učilištia, Bratislava: Príroda, 489 stran
- 1984 – Hájek, Vladislav: Určování stáří a pohlaví pěvců. Praha: Státní zemědělské nakladatelství, 247 stran
- 1984 – Hájek, Vladislav: Určování stáří a pohlaví nepěvců. 1. díl. Praha: Státní zemědělské nakladatelství
- 1984 – Hájek, Vladislav: Určování stáří a pohlaví nepěvců, 2. díl. Praha: Státní zemědělské nakladatelství
- 1985 – Gaži-Střihavková-Síbrt, František: Prírodopis pre 6. ročník ZŠ pre nepočujúcich a ZŠ pre žiakov so zvyškami sľuchu. Bratislava: Slovenské pedagogické nakladateľstvo,126 stran
- 1985 – Boháč, Ivan: Biológiai gyakorlatok a gimnázium 1. osztálya számára, Bratislava : Slovenské pedagogické nakladateľstvo, 218 stran
- 1985 – Tureček, Václav: Holubářství. Praha: Státní zemědělské nakladatelství, 07-046-85, náklad 50 000 výtisků, 160 stran
- 1985 – Böhm, Čestmír: Okrasné listnáče našich zahrad. Praha: Státní zemědělské nakladatelství, 07-076-85, náklad 50 000 výtisků, 320 stran
- 1985 – Hříbal, Vladimír: Voda v zahradě a vodní rostliny. Praha: Státní zemědělské nakladatelství, 07-002-85, náklad 40 000 výtisků. 320 stran
- 1986 – Střihavková, Helena–Síbrt: Přírodopis 5 pro 5. ročník základní školy. Praha: Státní pedagogické nakladatelství, ISBN 8004247695, náklad 49 500 výtisků, 175 stran
- 1987 – Dolejší, Antonín: Zelenina na zahrádce. Praha: Státní zemědělské nakladatelství, 07-019-87.04/44, náklad 60 000 výtisků, 214 stran
- 1987 – Růžičková-Kičina: Sadovnictví - učební text pro obor zahradník, zahradnice. Praha: Státní zemědělské nakladatelství, kód OCLC 39403980, náklad 5 000 výtisků, 257 stran
- 1987 – Boháč, Ivan: Cvičenia z biológie pre 1. ročník gymnázia. Bratislava: Slovenské pedagogické nakladateľstvo, 139 stran
- 1988 – Střihavková, Helena–Síbrt, František: Természetrajz az alapiskola 5. osztálya számára - Prirodopis pre 5. ročník ZŠ s vyučovacím jazykom maďarským, Bratislava : Slovenské pedagogické nakladateľstvo, 173 stran
- 1990 – Gaži-Síbrt-Střihavková: Přírodopis pro šestý ročník ZŠ pro neslyšící a ZŠ pro žáky se zbytky sluchu. Praha: Státní pedagogické nakladatelství, ISBN 978-80-04-24978-6, náklad 900 výtisků, 126 stran
- 1990 – Střihavková, Helena–Síbrt, František: Prírodopis pre 5, ročník základnej školy. Bratislava: Slovenské pedagogické nakladateľstvo, ISBN 80-08-00835-0, 171 stran (5. vydání)
- 1991 – Dolejší-Kott-Šenk: Méně známé ovoce. Praha: Brázda, ISBN 80-209-0188-4, 168 stran
- 1991 – Růžičková-Kičina: Díszkertészet. Bratislava: Príroda, ISBN 80-07-00365-7, 407 stran
- 1992 – Tykač, J.Pinc, M.: Rozkvetlá okna, balkóny a lodžie. Praha: Zemědělské nakladatelství Brázda, ISBN 80-209-0215-5, 47 stran
- 1996 – Růžičková, Jiřina: Sadovnictví, Praha: Květ, ISBN 808536221X, 256 stran
- 2000 – Ferjentsik, Koloman: Myslivost v testech, Písek: Matice lesnická, ISBN 80-86271-06-4, 263 stran

## Galerie

Ukázky díla
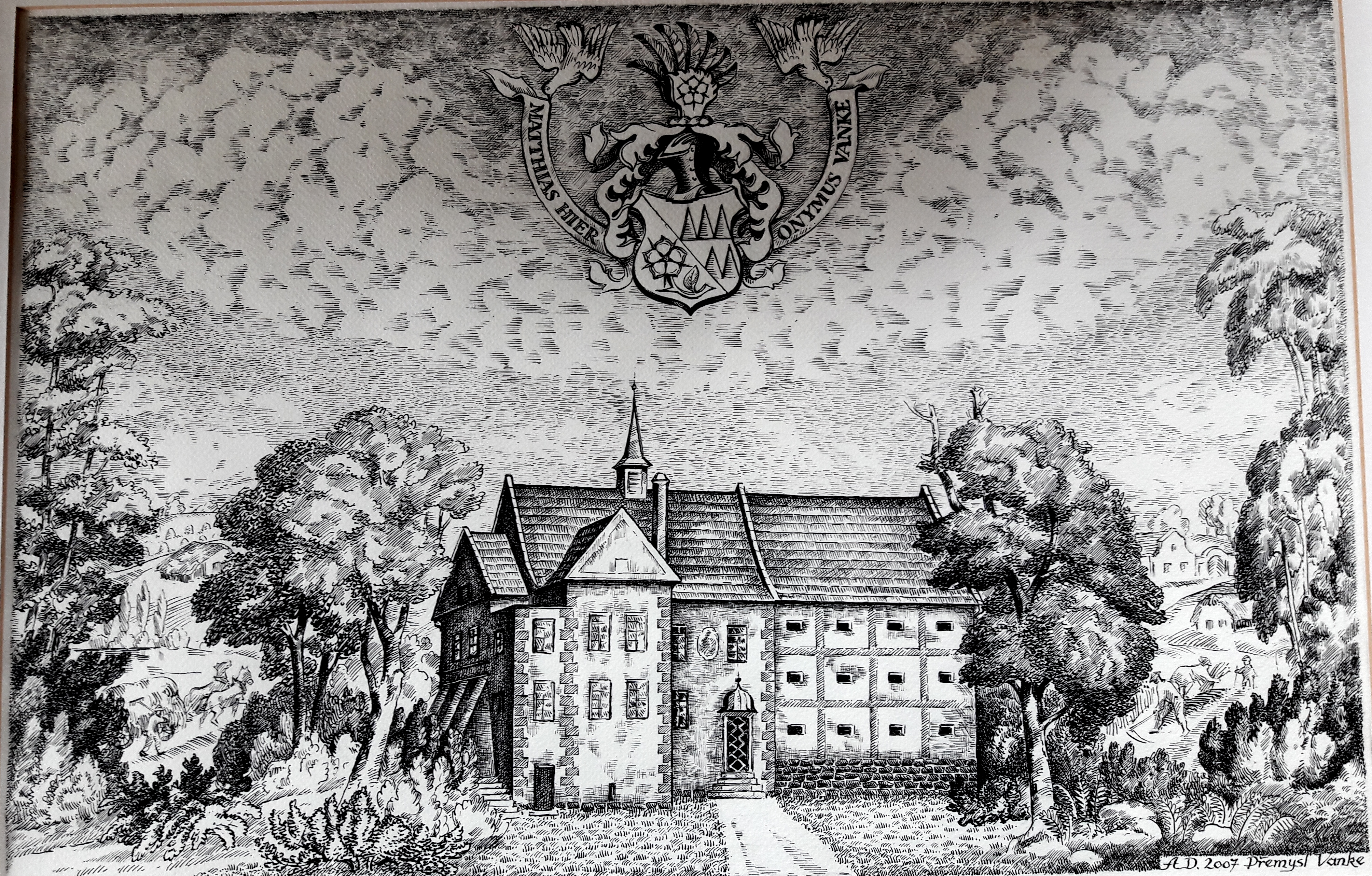
Ostrolovský Újezd - pérovka inspirovaná barokními rytinami, r. 2007
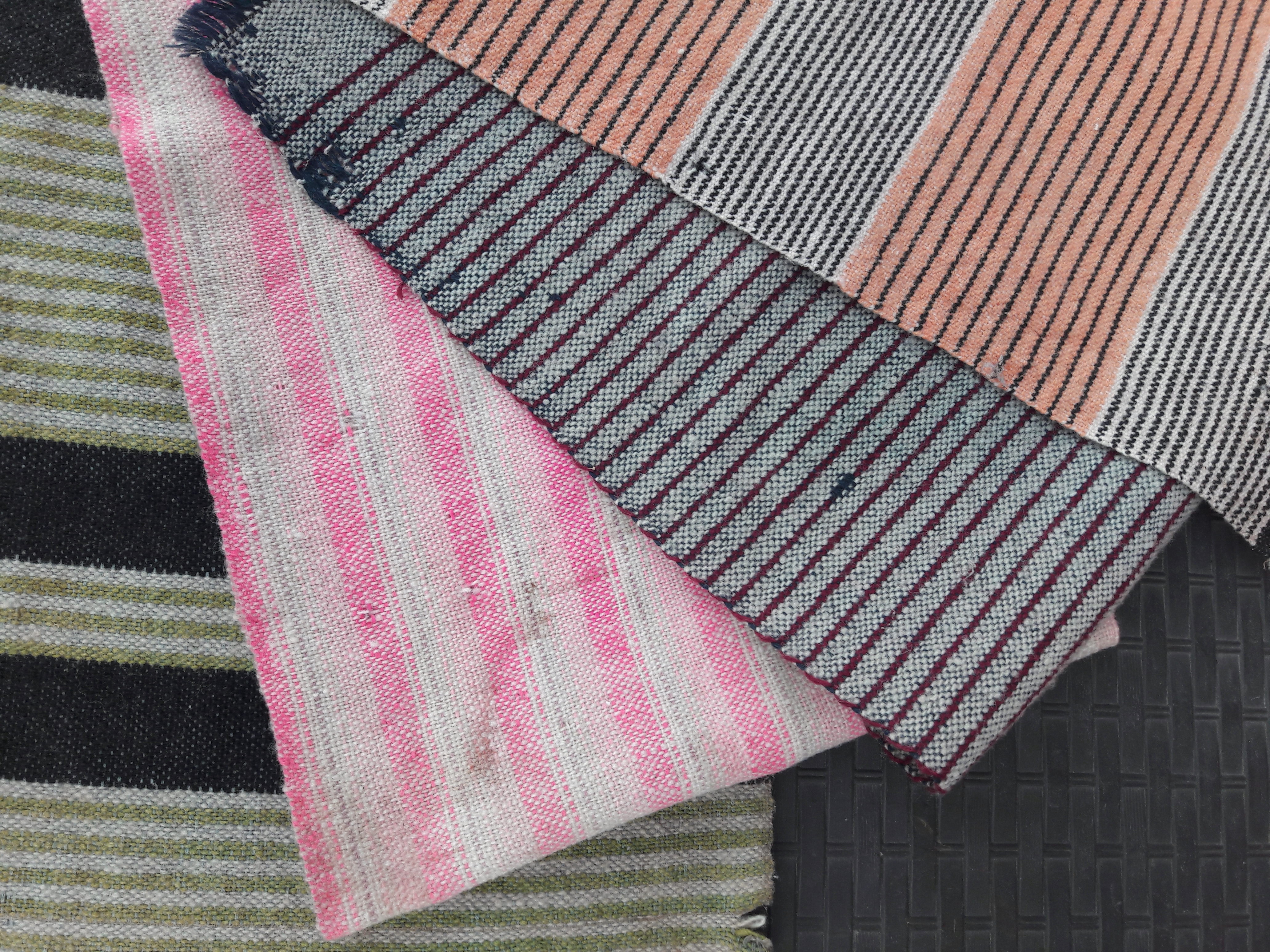
Studie tkaných vzorů, 50. léta 20. stol.
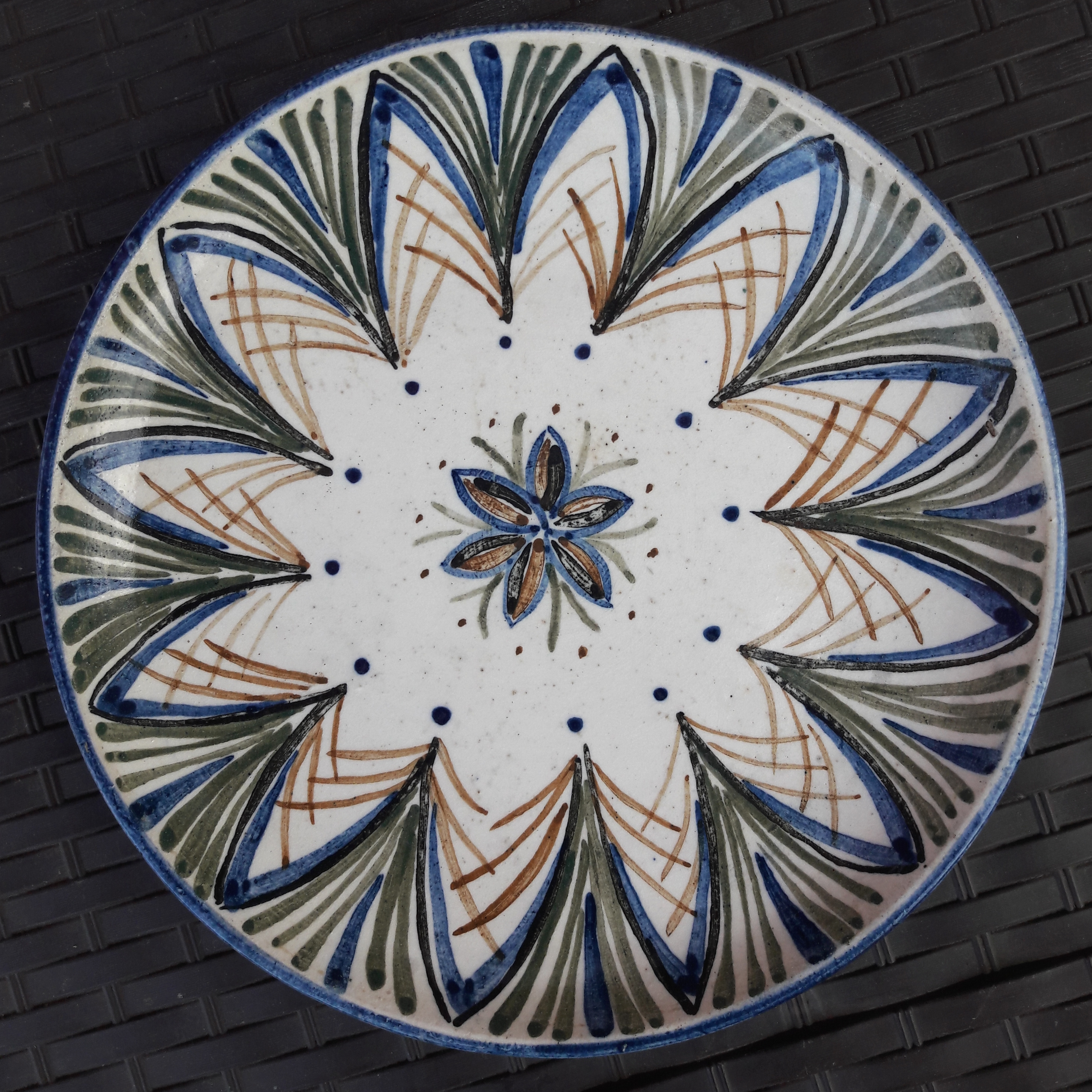
studie keramické malby inspirované keramikou soběslavských Blat, 50. léta 20. stol.
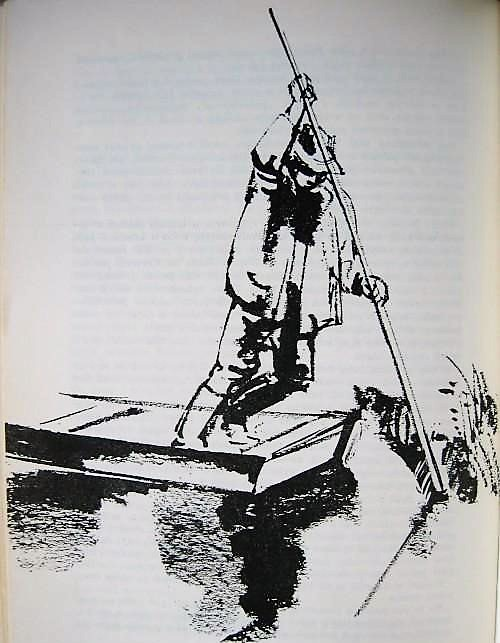
Rybář - kresba tuší
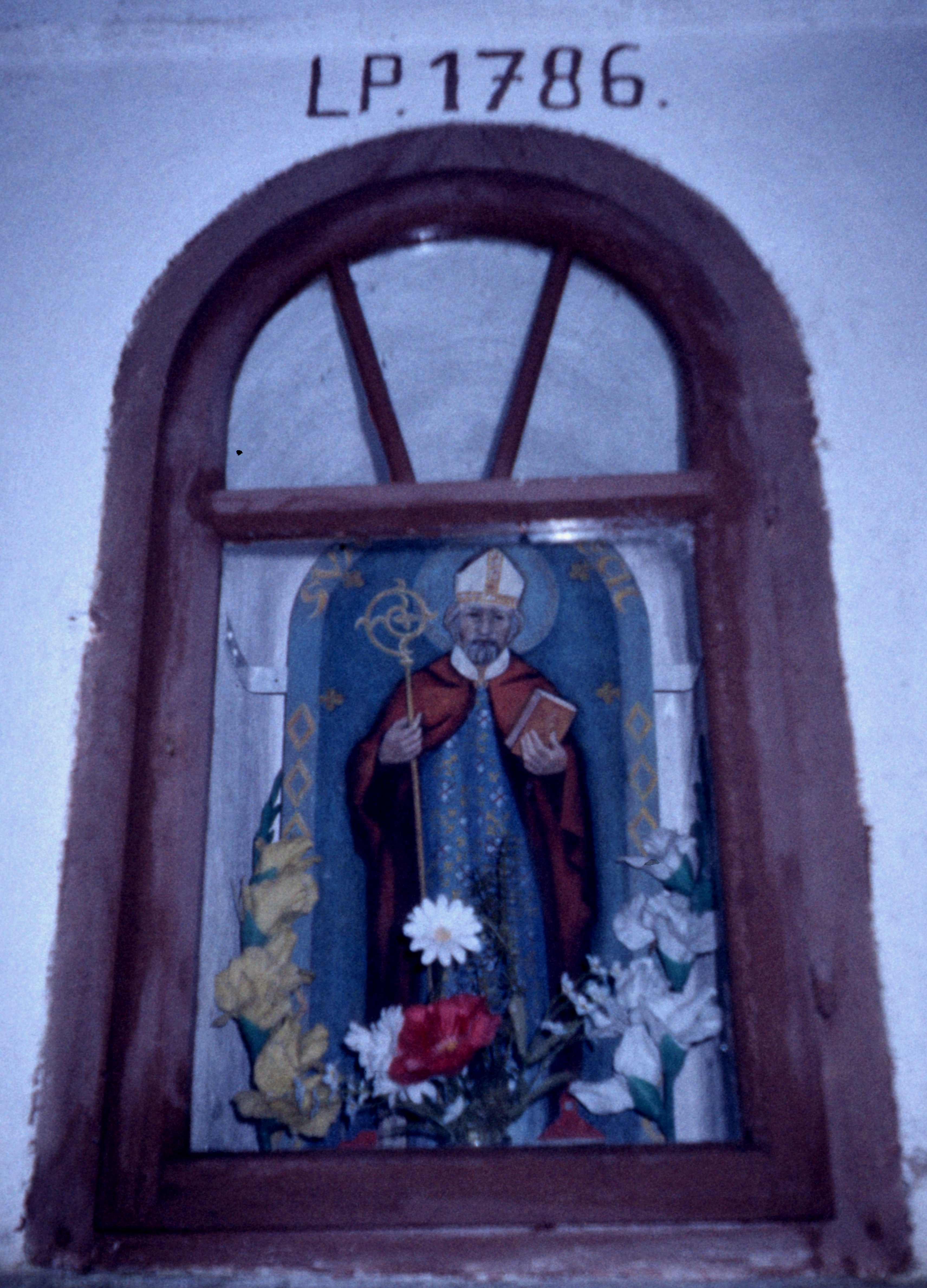
Kaplička sv. Vojtěcha v Bělčicích